# Шарнштайн
Шарнштайн (нем. Scharnstein) — ярмарочная коммуна (нем. Marktgemeinde) в Австрии, в федеральной земле Верхняя Австрия. 
Входит в состав округа Гмунден.  Население составляет 4757 человек (на 31 декабря 2005 года). Занимает площадь 48 км². Официальный код  —  40719.

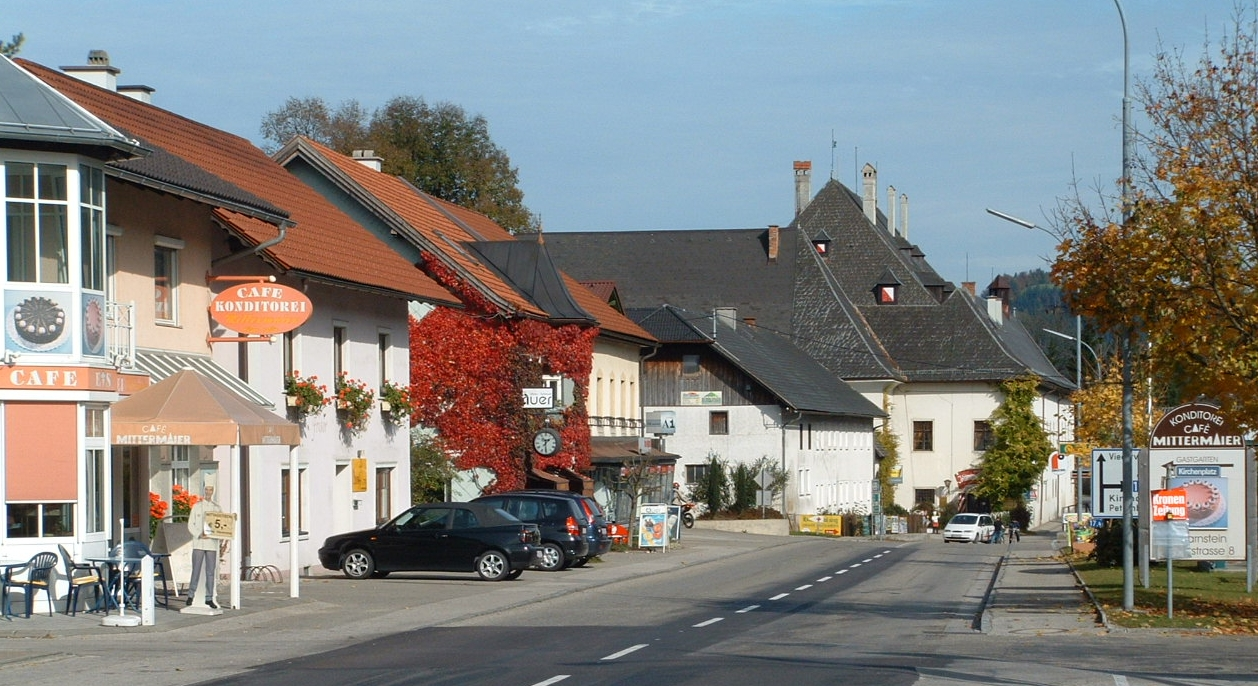
Замок

## Политическая ситуация
Бургомистр коммуны — Франц Шпиледер (СДПА) по результатам выборов 2003 года.
Совет представителей коммуны (нем. Gemeinderat) состоит из 32 мест.
- СДПА занимает 16 мест.
- АНП занимает 13 мест.
- АПС занимает 3 места.